# Chris Coppola
Christopher Coppola (* 26. November 1968) ist ein US-amerikanischer Schauspieler.
Chris Coppola ist seit Ende der 1990er Jahre als Schauspieler in zahlreichen Nebenrollen zu sehen. 

## Filmografie (Auswahl)
- 2004: Der Polarexpress (The Polar Express)
- 2007: Die Legende von Beowulf (Beowulf)
- 2007: BloodRayne II: Deliverance
- 2007: Postal
- 2008: Far Cry
- 2009: Freitag der 13. (Friday the 13th)
- 2010: Santa Pfotes großes Weihnachtsabenteuer (The Search for Santa Paws)
- 2012: How I Met Your Mother (Fernsehserie, eine Folge)
- 2012: Santa Pfote 2 – Die Weihnachts-Welpen (Santa Paws 2: The Santa Pubs)
- 2013: Super Buddies
- 2016: Ray Donovan (Fernsehserie, 4 Folgen)
- 2017: Gregs Tagebuch – Böse Falle! (Diary of a Wimpy Kid: The Long Haul)